# Погруддя Михайла Грушевського (Коломия)
Погруддя Михайла Грушевського в місті Коломия Івано-Франківської області — пам'ятник українському історику, політику і громадському діячу Михайлові Сергійовичу Грушевському, що розташований у внутрішньому дворі гімназії імені М. Грушевського по вулиці Івана Франка, 19.

## Відкриття
Пам'ятник Михайлові Грушевському встановлено 20 вересня 1992 року на честь 100-річчя першого українського класу Коломийської гімназії. Він створений і встановлений на добровільні внески викладачів гімназії скульпторами Володимиром Дмитровичем Римаром та Галиною Дмитрівною Римар.

## Розміри
Погруддя (1,2 м) із червоного каменю встановлене на постаменті (3×1,5 м) з червоного каменю та бетону.